# 愛媛県道235号野佐来八幡浜線
愛媛県道235号野佐来八幡浜線（えひめけんどう235ごう やさらいやわたはません）は、愛媛県大洲市から八幡浜市に至る一般県道である。

## 概要
大洲市野佐来から八幡浜市川之内に至る。

### 路線データ
- 起点：大洲市野佐来（国道56号交点）
- 終点：八幡浜市川之内（国道197号交点）
- 未開通区間：大洲市北裏 - 八幡浜市川之内

## 地理

### 通過する自治体
- 愛媛県
  - 大洲市 - 八幡浜市

### 交差する道路
| 交差する道路 | 市町村名 | 交差する場所 | 交差する場所 |
| ------------ | -------- | ------------ | ------------ |
| 国道56号     | 大洲市   | 野佐来       | 起点         |
| 未供用区間   |          |              |              |
| 国道197号    | 八幡浜市 | 川之内       | 終点         |

### 沿線
- 大洲GC
- 八幡浜市立川之内小学校